# Villingadalsfjall
62°22′48.950″N 6°33′22.856″V / 62.38026389°N 6.55634889°V
Villingadalsfjall (841 moh.) er Færøernes tredje højeste fjeld. Det ligger længst mod nord på Viðoy, lige ved bygden Viðareiði. Fjeldets nordligste klippe er Kap Enniberg. Fra Villingadalsfjall er der udsigt over til nordspidsen af øerne Borðoy, Kunoy og Kalsoy, og i klart vejr er det også muligt at se Fugloy og Svínoy.